# Андрійченко Сергій Вадимович
Сергі́й Вади́мович Андре́йченко (Андрійченко) (30 січня 1956 Київ) — доктор біологічних наук, професор.

## З життєпису
Народився 30 січня 1956 року у місті Києві.
У 1979 році закінчив Київський державний університет.
З 1979 по 1987 рік працював в Інституті фізіології рослин НАНУ молодшим науковим співробітником.
З 1987 по 1990 рік працював завідувачем кафедри біології Київського медичного інституту.
У 1992 - 1993 роках працював завідувачем лаболаторії радіобіології в Інституту гідробіології НАН України.
З 1993 по 1996 рік працював завідувачем кафедри, професором Національного університету «Києво-Могилянська академія».
З 1996 року працював головним науковим співробітником в Інституті отоларингології імені професора О. С. Коломійченка НАМН України.
З 2000 року працює в Біотехнологічному центрі Греції на острові Крит підпорядкованому Foundation for Research & Technology – Hellas. 

## Наукові дослідження
Досліджував механізми онкотрансформації і запалювальних процесів у ЛОР-органах людини.  
Також вивчав вплив дії іонізуючого випромінювання на статеві клітини рослин, пилку і тваринні сперматозоїди. Досліджував методи подолання статевої несумісності та створення гіпогенетичних дигаплоїдів у рослин.

### Науковий патент
- «Спосіб довготривалого зберігання сперми людини в лабораторних умовах», 2012, співавтори Нурищенко Наталія Євгенівна, Булавицька Вероніка Михайлівна, Клепко Алла Володимирівна, Кондратова Юлія Анатоліївна, Чернишов Андрій Вікторович.